# Psicoterapia psicodinamica
In psicologia clinica, con psicoterapia psicodinamica ci si riferisce a una forma di psicoterapia basata principalmente sulla concezione e sulle metodologie della psicoanalisi e più in generale della psicologia dinamica, ma che si sviluppa con incontri meno frequenti e con una durata considerevolmente ridotta rispetto al vero e proprio trattamento psicoanalitico. Il setting nella psicoterapia psicodinamica è quindi in parte differente, e la tecnica utilizzata è più eclettica.

## Descrizione
La frequenza tipica delle sedute è di una o due sedute per settimana. La durata del trattamento può essere fissata a priori oppure mantenuta aperta per un periodo di valutazione iniziale. Sono stati elaborati anche differenti modelli di psicoterapia dinamica breve, per il trattamento di sintomi focali; ma in genere l'indicazione per la psicoterapia psicodinamica prevede, accanto al trattamento dei sintomi, un intervento più ampio finalizzato allo sviluppo delle risorse personali. Pertanto la durata del trattamento, seppur limitata rispetto alla psicoanalisi, è solitamente più ampia, meno focale e maggiormente espressiva dei trattamenti brevi.
L'essenza della psicoterapia psicodinamica consiste nell'esplorazione dei diversi aspetti del Sé che non sono completamente conosciuti, e delle influenze che ne derivano in special modo nelle relazioni attuali e negli eventuali sintomi psicopatologici. Inoltre, questi aspetti vengono compresi anche sulla base della loro implicita influenza sulla relazione terapeutica (dinamiche transferali e controtransferali). La tecnica psicodinamica contemporanea è significativamente differente dalle prime formulazioni originarie di Sigmund Freud di oltre cento anni fa.
In letteratura scientifica, è possibile individuare sette focus intorno a cui si sviluppa principalmente la psicoterapia psicodinamica: 
1. Il focus sugli affetti e sull'espressione delle emozioni;
2. L'esplorazione dei tentativi di gestione dei pensieri e delle emozioni disturbanti (difese);
3. L'identificazione dei temi ricorrenti e dei pattern caratteristici;
4. La discussione dell'esperienza passata (dal punto di vista dello sviluppo);
5. Il focus sulle relazioni interpersonali;
6. Il focus sulla relazione terapeutica;
7. L'esplorazione delle fantasie e della vita immaginativa.

In tal senso, la psicoterapia psicodinamica si sta occupando progressivamente sempre di più anche di valutare e misurare la propria efficacia clinica, in linea con le evoluzioni della moderna ricerca in psicoterapia.